# شهر ابدی (۱۹۱۵ فیلم)
شهر ابدی یک فیلم درام صامت آمریکایی محصول ۱۹۱۵ به کارگردانی هیو فورد و ادوین اس پورتر به تهیه کنندگی آدولف زوکور است. این فیلم با بازی پائولین فردریک در اولین نقش خود در فیلم، این محصول بر اساس رمان ۱۹۰۱ و نمایشنامه برادوی به همین نام در سال ۱۹۰۲ توسط هال کین با بازی ویولا آلن و فردریک دی بلویل ساخته شده‌است. قسمت اعظم شهر ابدی قبل از شروع جنگ بزرگ در انگلستان و ایتالیا فیلمبرداری شد. این فیلم از طریق آژانس رزرو فیلم انتخاب ویژه برای شرکت فیلم‌سازی فیمس پلیرز منتشر شد.
شهر ابدی اکنون گمشده در نظر گرفته می‌شود. در سال ۱۹۲۳ به کارگردانی جورج فیتزموریس و با بازی باربارا لا مار، برت لایتل و لیونل بریمور بازسازی شد.

## طرح
همسر لئونه، یکی از اعضای گارد پاپ، با این باور که خود را ترک کرده‌است، پسر خردسالش دیوید را نزد خواهران خیریه رها می‌کند و خودکشی می‌کند. دیوید کوچولو توسط خواهران بزرگ می‌شود و به یک ارباب سپرده می‌شود که او را به لندن می‌برد و با او بدرفتاری می‌کند. دیوید با دکتر روزلی، که یک تبعیدی سیاسی است، دوست می‌شود و همبازی روما، دختر دکتر می‌شود. او نام رزا را به خود می‌گیرد. سالها بعد رم تحت قیمومیت بارون بونلی می‌شود دیوید یک آژیتاتور سوسیالیست است و به ویژه در تقبیح بارون، که نخست‌وزیر ایتالیا نیز هست، پرشور است. بارون ترتیبی می‌دهد که دیوید را بکشد، اما رم او را نجات می‌دهد. بعداً با وعده‌های دروغین بخشش برای شوهرش به او خیانت می‌کند. دیوید فکر می‌کند رم عمداً به او خیانت کرده‌است. او بارون را می‌کشد و روما مقصر این جنایت را به عهده می‌گیرد. دیوید با پاپ دوست می‌شود، متوجه می‌شود که او پدرش است و از طریق نفوذ پاپ، روما آزاد می‌شود و دوباره به شوهرش ملحق می‌شود.

## بازیگران
- پائولین فردریک - دونا روما
- توماس هلدینگ - دیوید روسی
- بچه گربه‌ها رایچرت - روما کوچولو
- آرتور اوپنهایم - دیوید کوچولو
- جورج استیلول - لئون
- دلا بلا - همسر لئونه
- فرانک لوزی - بارون بونلی
- فولر ملیش - پاپ پیوس یازدهم
- جی. جیکوئل لانو - چارلز مینگلی
- جورج ماجرونی - دکتر روزلی
- جان کلولو - برونو روکو
- آملیا رز - النا روکو
- فردی وردی - جوزف روکو
- لاتی آلتر - پرنسس بلینی
- لارنس گرانت - سفیر انگلیس
- میسی هارلن - عضو سفارت
- والتر کریون - عضو سفارت
- F.Gaillard - نانوا
- مری لندر - همسر نانوا
- رابرت ویویان - پدر پیفری
- هربرت هوبن - پادرون
- ویلیام لوید - فلیس
- جی آلبرت هال - وکیل دادگستری

## تولید
فیلم در لوکیشن لندن و در فروم رم، کولوسئوم و باغ‌های واتیکان در رم، ایتالیا فیلمبرداری شد. تولید با جنگ جهانی اول متوقف شد و بقیه فیلم در شهر نیویورک فیلمبرداری شد.
1. ↑  Greta de Groat. "Pauline Frederick: The Eternal City (1915)". stanford.edu.
2. ↑  "The Eternal City". silentera.com. Retrieved May 8, 2013.